# リュサンドロス (提督)
リュサンドロス（ギリシャ語: Λύσανδρος, ラテン文字転写: Lysandros、英: Lysander、? - 紀元前395年）は特にペロポネソス戦争後期に活躍したスパルタの将軍・提督である。

## ペロポネソス戦争以前
リュサンドロスはアリストクレイトスの子である。リュサンドロスの若い頃についてはあまり分かっていないが、彼はヘラクレス家の一員であったようであるが、家は貧しかった。彼は金銭や物品などの物質的富に対しては寡欲であったが、名誉に対する欲望は強かった。

## ペロポネソス戦争
リュサンドロスはペロポネソス戦争の後半にスパルタ艦隊を指揮した。彼は紀元前405年にペロポネソス戦争最後の海戦アイゴスポタモイの海戦でアテナイ艦隊と戦った。この海戦でリュサンドロスは敵を油断させた後に奇襲するという作戦でアテナイ艦隊を完膚なきまでに破り、アテナイの穀物輸送ルートを押さえた。その後、アテナイはスパルタ軍に包囲され、翌紀元前404年に無条件降伏に追い込まれた。

## ペロポネソス戦争後
戦後、リュサンドロスはクリティアス、テラメネスらを援助し、アテナイの三十人政権樹立に協力した。しかし、紀元前404年にトラシュブロスら民主派の武装蜂起によって政権は転覆し、民主制に戻った。
紀元前400年にスパルタ王アギス2世が死んだ時、リュサンドロスは自身の意のままになるような者を王位につけようとしてその弟アゲシラオスを推し、彼の即位に尽力した。
紀元前395年にスパルタとスパルタの覇権に異を唱えた諸国との間でコリントス戦争が勃発した。リュサンドロスもまた将軍として戦ったが、戦争が勃発したまさにその年に起こったハリアルトスの戦いでテバイに敗れ、戦死した。

## 註
1. ↑  プルタルコス, 「リュサンドロス伝」, 3
2. ↑  クセノポン, II, 1, 20-29
3. ↑  ディオドロス, XIII, 105-106